# Spinnen (Faser)
In der Chemiefaserindustrie ist Spinnen die Herstellung von Filamenten (Endlosfasern) durch Herauspressen einer flüssigen Masse aus Düsen und entspricht damit der  ursprüngliche Bedeutung im Sinne eines Erspinnens wie bei der Seidensekretion von Spinnen und Seidenraupen. Rohstoffe sind natürlich oder synthetisch, meist Polymere, wie Polyamid oder PET. Je nachdem, wie die Masse hergestellt oder verflüssigt wurde, spricht man vom Schmelz-, Nass- oder Trockenspinnen. Die entstehenden Fasern sind zwar gestreckt, aber nicht verdreht. Sie werden anschließend in Stücke (Stapelfasern) geschnitten und zu Garnen versponnen oder ungeschnitten zu Rovings gebündelt.
Das Erspinnen von Chemiefasern wird auch als Primärspinnen, das Spinnen zu Garn als Sekundärspinnen bezeichnet.

## Mythologie
Das Spinnen spielt vielfach eine Rolle im Mythos und wird etlichen Schicksalsgöttinnen – so der griechischen Klotho – zugewiesen (vergleiche Moiren, Parzen). Spinnen und Weben gelten als Erfindung der Göttin Athene. Die sterbliche Arachne, die die Göttin in der Kunst des Spinnens und Weben übertreffen wollte, hat sie zur Strafe in eine Spinne verwandelt. Arachnida ist noch heute der wissenschaftliche Name der Spinnentiere. In der germanischen Mythologie spinnen die Nornen die Schicksalsfäden.

## Industrielles Spinnen
Die konventionellen Verfahren zum Erspinnen von Chemiefasern können unterteilt werden in:
1. Lösungsspinnverfahren, zu denen die Nassspinnverfahren und Trockenspinnverfahren gehören,
2. Schmelzspinnverfahren sowie
3. Dispersionsspinnverfahren (auch als Matrixspinnverfahren bezeichnet).[3][4]

Beim Lösungsspinnen erzeugt man die Spinnmasse, indem das Polymer oder ein Derivat dieses Polymers in einem geeigneten Lösemittel gelöst wird. Diese Spinnmasse wird durch Bohrungen einer Spinndüse gepresst. Die dabei entstehenden Spinnlösungsstrahlen werden:
– beim Nassspinnverfahren durch Übertritt des Lösungsmittels in das Spinnbad zu Filamenten verfestigt. Viskose-Fasern (Kurzzeichen CV), Cupro-Fasern (CUP) und Polacrylnitril-Fasern (PAN) werden nach diesem Verfahren hergestellt.
– beim Trockenspinnverfahren von z. B. Acetatfasern (CA) verdampft das Lösemittel in die Gasphase. Dazu kann auch das Elektrospinnen für Nanofasern gerechnet werden.
Beim Schmelzspinnen wird ein heißer Thermoplast durch Löcher gepresst, verstreckt, abgekühlt und aufgespult. Um diesem Filamenten spezielle dreidimensionale Strukturen zu geben, können sie auch texturiert werden. Hergestellt werden z. B. Polyamid(PA)-, Polyester(PES)- und Polypropylen(PP)-Fasern. Spezielle Verfahren zur Faserbildung aus Schmelzen sind das Schleuderverfahren, das Düsenblasverfahren und das Stabziehverfahren.
Mit dem Dispersionspinnen (auch Matrixspinnen) werden Filamente aus unschmelzbaren und unlösbaren Polymeren hergestellt, die in einem Spinnvermittler emulgiert oder suspendiert werden. Nach der Ausbildung der Filamente wird der Spinnvermittler herausgelöst, herausgeschmolzen, verdampft oder zersetzt. Das verbleibende Filament wird durch Sintern verfestigt. So hergestellt werden z. B. Polytetrafluorethylen- (PTFE) und Keramikfasern.